# Amina Mansour
Amina Mansour (Alabama, 1972) è un'artista statunitense. 
Vive e lavora ad Alessandria, in Egitto.

## Caratteristiche delle opere
Il materiale che utilizza nei suoi primi lavori è il cotone, "puro cotone egiziano", che diventa metafora e mezzo per la costruzione di una fantasia privata. Esposte all'interno di vetrine, le sue sculture creano uno spazio in cui la natura patriarcale delle due culture si esprime in maniera sottile e la sostanza effimera di cui è fatto il cotone è come un ponte, che collega due culture molto diverse: Egitto e Stati Uniti.
Amina Mansour è interessata alle costruzioni sociali che caratterizzano il profondo sud degli Stati Uniti e la città di Alessandria. Il lavoro Chapter 15 è il risultato di ragionamenti precedenti riguardo alla costruzione delle identità. Qui, elementi architettonici fantastici, creano uno spazio in cui l'astrazione prende forma.
Per Mansour il processo di lavoro e il progetto finale hanno la stessa importanza.

## Mostre

### Mostre personali
- 2003 The Factory Space, Townhouse Gallery, Il Cairo, Egitto
- 1999 Townhouse Gallery, Il Cairo, Egitto

### Mostre collettive
- 1989-93 Al- Marsam, L'Atelier D'Alexandrie, Alessandria, Egitto
- 1993 Spanish Cultural Center, Alessandria, Egitto
- 1997 Greek Consulate General, Alessandria, Egitto (con Mona Marzouk)
- 2001 Al-Nitaq Festival, Townhouse Gallery, Il Cairo, Egitto
- 2002 Fuori Uso, Ferrotel 2002, Pescara, Italia
- 2003 Small Art Works, Akhenaton Gallery, Il Cairo, Egitto
- 2003 The american effect, Whitney Museum of Art, New York, Stati Uniti